# Les Monts-du-Roumois
Les Monts-du-Roumois – gmina we Francji, w regionie Normandia, w departamencie Eure. W 2013 roku liczba ludności wynosiła 1548 mieszkańców. 
Gmina została utworzona 1 stycznia 2017 roku z połączenia trzech ówczesnych gmin: Berville-en-Roumois, Bosguérard-de-Marcouville oraz Houlbec-près-le-Gros-Theil. Siedzibą gminy została miejscowość Berville-en-Roumois.